# Église Saint-Kilian de Lügde
L'église Saint-Kilian est une église catholique paroissiale située à Lügde dans l'arrondissement de Lippe (Rhénanie-du-Nord-Westphalie). De proportions remarquables, cette église romane est inscrite à la liste des monuments protégés. Elle est dédiée à saint Kilian.

## Historique et architecture
Une église carolingienne est d'abord construite à cet emplacement entre 780 et 784. La partie la plus ancienne de l'église romane actuelle date de l'année 1100 environ. Le clocher est élevé vers 1200. La nef et le chœur sont érigés dans le dernier tiers du XIIe siècle. L'édifice se présente comme une église à plan basilical avec des voûtes et une abside principale et d'autres de chaque côté. L'église se dresse sur une hauteur au sud de la ville, entourée d'un cimetière. Le vandalisme des Suédois pendant la Guerre de Trente Ans a causé des dommages à l'église : saccage du décor intérieur, profanation des tombes. Un nouvel autel est consacré, une fois la paix revenue. Depuis la consécration de l'église Sainte-Marie qui se trouve en pleine ville, cette église sert de paroisse aux villages environnants et d'église de cimetière. 

### Extérieur
Les murs sont faits de pierres de blocaille claires. Depuis la restauration de 1870-1882, ils paraissent de pierre. Le clocher sans socle à angles droits est élevé et puissant. Des fenêtres à arcade ornent la partie supérieure avec leurs petites colonnes à chapiteaux. Le portail ouest a été réduit par la suite. Les murs sont éclairés de petites fenêtres. Le portail sud donnant dans la nef de côté est orné de colonnes avec des chapiteaux cubiques. Un masque est représenté sur le tympan. Le portail nord comporte une représentation de l'arbre de la vie. Ces deux portails datent de 1753. 

### Intérieur

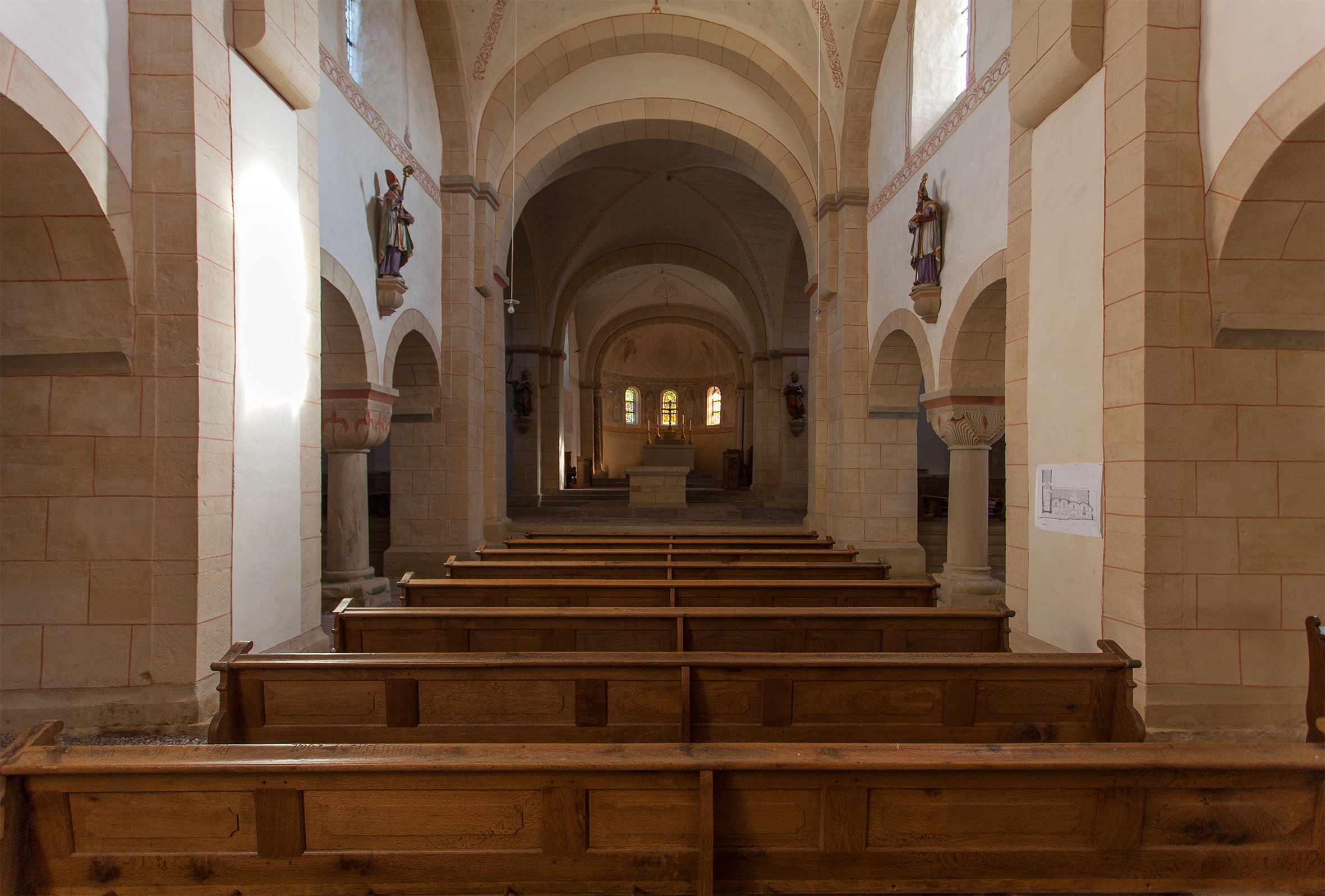
Intérieur

Le proportions sont impressionnantes, surtout depuis que le sol a été ramené à son niveau original en 1939. Il s'élève progressivement vers l'orient. Les arcades basses de la nef à deux travées sont supportées par des piliers carrés lourds alternant avec des colonnes. Les grands chapiteaux cubiques sont décorés de palmettes, de volutes et de feuilles. On remarque au milieu de la nef des voûtes en berceau et de solides arcs doubleaux. Les voûtes de côté sont caractérisées par des lunettes irrégulières. La voussure du côté oriental est plus basse que celle de la nef centrale. Des petites colonnes se dressent dans les absides qui comportent des autels en forme de bloc. Sous le clocher, la voûte est en berceau. La sépulture des comtes de Pyrmont se trouve dans le chœur.   

#### Fresques

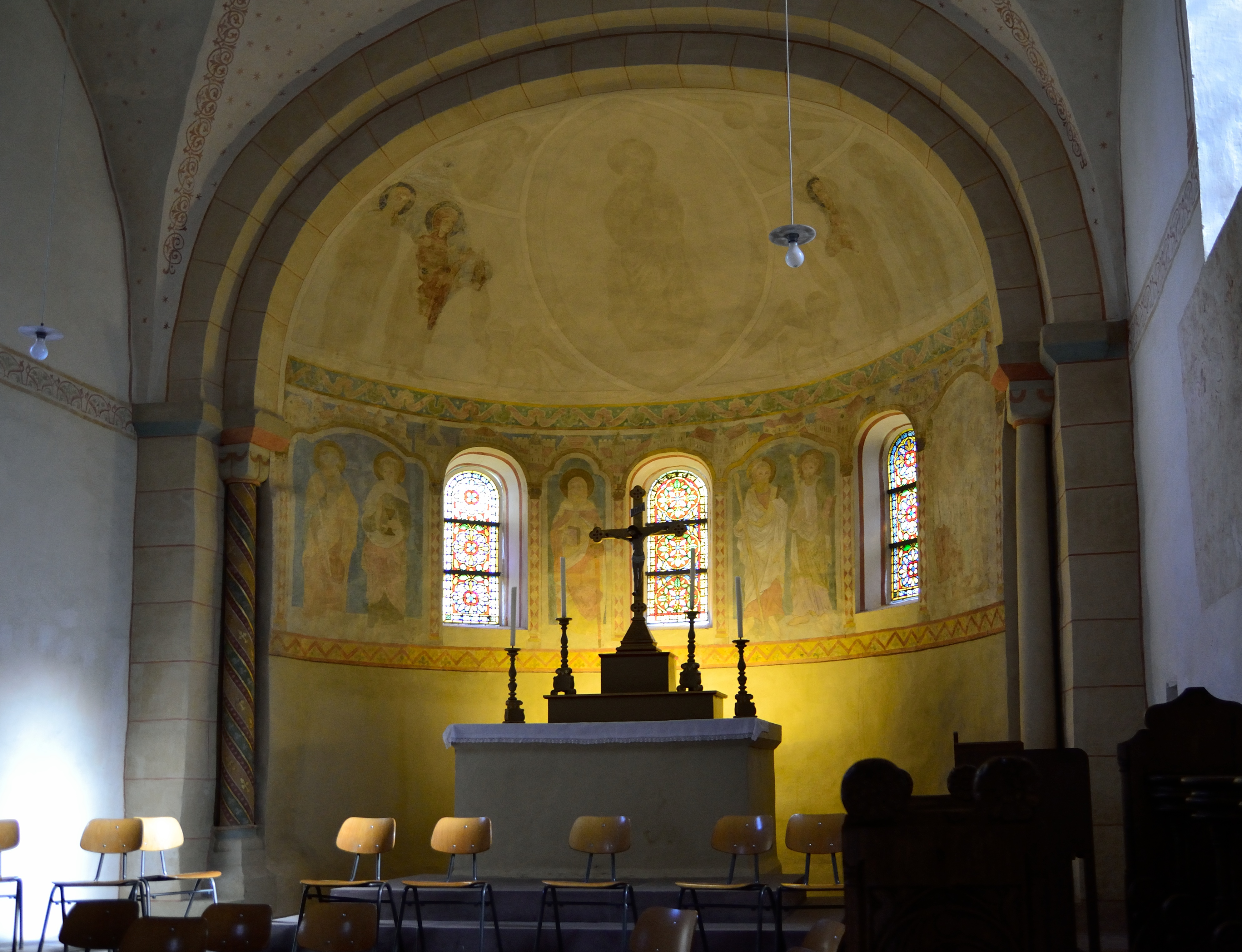
Fresques romanes de l'abside.

L'intérieur de l'église est décoré de fresques datant de 1200 environ, à la manière de l'école de Soest. Elles ont été repeintes en 1939 et restaurées de 1971 à 1976. Les fresques de l'abside datent du début du XIIIe siècle. La frise des Apôtres a été découverte en 1873 et complétée. La surpeinture a été découverte en partie en 1937 avec une Majestas Domini entourée de personnages. Mais un effondrement partiel survenu en 1958 a fait disparaître une partie de cette œuvre : la partie perdue a été refaite en grisaille en 1961.

#### Mobilier
- Une Madone à l'Enfant se dresse du côté nord de la nef, sous un baldaquin richement décoré. Elle date du deuxième tiers du XIVe siècle.
- Le trépied gothique tardif est décoré d'entrelacs sculptés.
- Quatre statues de bois baroques représentent deux rois et deux évêques et datent de la deuxième moitié du XVIIe siècle.
- Les cloches de 1799 ont été fondues par Caspar Greve.
- Une croix se dresse dans le cimetière devant le portail du clocher. Il rend hommage au bourreau Mathias Bröcker, mort en 1691[1].

## Source
- (de) Cet article est partiellement ou en totalité issu de l’article de Wikipédia en allemand intitulé « St. Kilian (Lügde) » (voir la liste des auteurs).